# Farní sbor Českobratrské církve evangelické v Černošíně
Farní sbor Jana Amose Komenského Českobratrské církve evangelické v Černošíně je sbor v západočeském Černošíně, který vznikl v roce 1947 (předtím fungoval od roku 1945 jako kazatelská stanice). Je součástí Západočeského seniorátu této církve.
Sbor vznikl převážně z pobělohorských reemigrantů z polského Zelowa. V minulosti zahrnoval také kazatelské stanice ve Stříbře (později samostatný sbor), Zhořci, Pytlově a Lestkově, z nichž v současnosti funguje jen poslední jmenovaná. Na Zhořci v bývalém sborovém domě funguje poustevna.
Kazatelem sboru byl od roku 2012 Jiří Marván, jehož v roce 2014 vystřídal Luděk Korpa, roku 2016 jej vystřídala ve službě Juliana Hamariová. Kurátorkou sboru je Ilona Pospíšilová. Sbor má 208 členů.

## Faráři sboru
V čele sboru stáli tito kazatelé:
- Bohumír Koch (1947–1948)
- Josef Koláčný (1948–1951)
- Zbyněk Laštovka (1951–1965)
- Ludvík Svoboda (1965–1980)
- Jan Keller (1981–1983)
- Jiří Marván (1985–2011)
- Jiří Marván (2012–2014; částečný úvazek)
- Luděk Korpa (2014–2016)
- Juliana Hamariová (od 2016)